# Арсёнов, Вячеслав Иванович
Вячеслав Иванович Арсёнов (5 февраля 1939, Москва — 21 сентября 2009, там же) — советский (российский) учёный в области транспорта, доктор экономических наук, профессор, действительный член Российской академии транспорта.

## Биография
Выпускник Московского института инженеров железнодорожного транспорта (1961), Всесоюзной академии внешней торговли (1974). С 1962 по 1971 год работал в Институте комплексных транспортных проблем при Госплане СССР. С 1971 по 1972 год работал в Институте мировой экономики и международных отношений АН СССР.
В 1975 году вернулся в Институт комплексных транспортных проблем, где с 1975 по 1991 год прошёл трудовой путь от заведующего сектором до директора. Возглавлял институт во время его реорганизации сначала в «Научный центр по комплексным проблемам и экономическому сотрудничеству в области транспорта» Минэкономики и Госкомсотрудничества России (1993—1994 годы) и в дальнейшем в ФГУП «Научный центр по комплексным транспортным проблемам» Министерства транспорта России, который возглавлял с 1994 по 2009 год.
Под научным руководством В. И. Арсёнова были разработаны «Концепция государственной транспортной политики», принятая Правительством РФ в 1997 году, и Федеральная целевая программа «Модернизация транспортной системы России (2002—2010)», утверждённая Правительством в 2001 году.
Более 20 лет являлся членом рабочей группы по тенденциям и экономике транспорта (WPS) Комитета по внутреннему транспорту Европейской экономической комиссии ООН (ЕЭК ООН). В 2001 г. избран председателем этой рабочей группы.
Умер в 2009 году. Похоронен на Кузьминском кладбище.

## Награды
Награждён медалями «За трудовое отличие», «В память 850-летия г. Москвы», «В память 1000-летия Казани».